# Tai-Madō Gakuen 35 Shiken Shōtai
Tai-Madō Gakuen 35 Shiken Shōtai (対魔導学園35試験小隊?  lit. 35.° Pelotón de pruebas de la Academia Antimágica) es una serie de novelas ligeras escritas por Tōki Yanagimi e ilustradas por Kippu. Fujimi Shobo publicó 13 volúmenes desde el 25 de mayo de 2012 hasta el 20 de julio de 2016 bajo el sello de Fujimi Fantasia Bunko. Una adaptación a manga a cargo de Sutarō Hanao fue serializada en la revista de manga shōnen de Fujimi Shobo, Monthly Dragon Age entre noviembre de 2012 y mayo de 2014, y fue recopilada en tres volúmenes tankōbon.  Una segunda adaptación manga realizada por Yohei Yasumura fue serializada en la revista de Media Factory, de demografía seinen, Monthly Comic Alive desde diciembre de 2014 hasta diciembre de 2015, y fue recopilada en dos volúmenes tankōbon. Una adaptación a serie de anime de doce episodios, a cargo del estudio Silver Link se emitió desde el 7 de octubre hasta el 23 de diciembre de 2015.

## Personajes
Takeru Kusanagi (草薙 タケル Kusanagi Takeru?)
Seiyū: Yoshimasa Hosoya
Líder del Trigésimo quinto pelotón de pruebas. Inexperto como oficial al mando, siempre vela por el bienestar de su equipo y trata de hacer que los nuevos miembros se sientan bienvenidos. Un maestro espadachín con una destreza tal que es capaz de partir balas por la mitad. Una de las pocas cosas que lo tienen molesto, es porque sus compañeros lo insultan por prefierir usar una katana ya que no es bueno con la magia o las armas.  Él hace un pacto con la "Relic Eater" Lapis puesto que sus habilidades son lo suficientemente impresionantes y es compatible con ella como para que ésta pueda utilizar su potencial y como todos los otros contratistas, gana la habilidad de entrar en un estado llamado "Demon Slayer Mode" (lit. "Modo Asesino de Demonios"). Luego, entra a un estado modificado de mayor poder llamado "God Slayer Mode"  (lit. "Modo Asesino de Dioses") para salvar la vida de su hermana menor.
Ōka Ōtori (鳳 桜花 Ōtori Ōka?)
Seiyū: Reina Ueda
Alumna prodigio de la Inquisición pero fue degradada al 35° Pelotón de pruebas por matanzas excesivas. Ouka sobresale en cualquier tipo de combate y posee habilidades que le permiten actuar solos, al principio, a ella no le importa el trabajo en equipo, pero eventualmente empieza a confiar en su pelotón. Puesto que una bruja mató a su familia, ella odia la magia y las Brujas, y que la conduce a un rechazo mutuo hacia Mari. Ella tiene un contrato temporal con un "Realic Eater" en forma de doble armas llamado Vlad. Luego, ella hace un contrato permanente para proteger a la hermana de Takeru y evitar que Takeru sea asesinado por ella.
Usagi Saionji (西園寺 うさぎ Saionji Usagi?)
Seiyū: Rumi Ōkubo
La francotiradora del tercer pelotón. Una chica de una familia de clase alta, es muy emotiva y sufre un horrible miedo escénico, que la lleva a cometer errores e incidentes mayores. Ella lleva un accesorio en el pelo que luce como orejas de conejo que son su marca registrada y a menudo es ridiculizada por otros miembros del pelotón
Ikaruga Suginami (杉並 斑鳩 Suginami Ikaruga?)
Seiyū: Ryoko Shiraishi
Una estudiante de primer año en la Academia, ella es la máquina de estado de ánimo del pelotón. Una genio cuando se trata de mantener y crear armas, trasteando con las máquinas y el hacking. A menudo recoge inteligencia mediante hacking, mejora ilegalmente armas de la unidad y acosa sexualmente a otros, así como otras innumerables actividades molestas.
Mari Nikaidō (二階堂 マリ Nikaidō Mari?)
Seiyū: Kanae Itō
Una joven bruja previamente afiliada a Valhalla, que la engañó para ayudar con sus actividades delictivas. Poseedora del『Aurora』, un atributo de magia antigua, que se especializa en la magia destructiva de alta potencia magia destructiva, pero también la de restauración, conjuramiento y magia defensiva. Después de que su memoria es borrada por Haunted, se puso bajo la vigilancia del 35° Pelotón de pruebas.
Sōgetsu Ōtori (鳳 颯月 Ōtori Sōgetsu?)
Seiyū: Shin-ichiro Miki
El excéntrico director de la Academia Anti-Mágica y el jefe de la Oficina de Inquisidores de Herejes. También es tutor, guardián y padrastro de Ōka. Él asigna Ouka al 35° Pelotón de Pruebas con una cierta expectativa.
Hayato Kurogane (鐵 隼人 Kurogane Hayato?)
Seiyū: Kenjiro Tsuda
Isuka Suginami (杉並 伊砂 Suginami Isuka?)
Seiyū: Yuko Sanpei
Lapis (ラピス Rapisu?) / Lapislázuli (レピスラズリ Rapisurazuri?)
Seiyū: Iori Nomizu
Una humana en forma de "Realic Eater" o chica Patrimonio Mágico conocido como el "Malleus Maleficarum Type-Twilight "Mistilteinn"". Solo ella se puede transformar en cualquier cosa con una cuchilla. Cuando Takeru está al borde de la muerte, ella lo elige para ser su anfitriona. Ella es normalmente muy reservada y muestra poca expresión, pero la verdad es que es muy orgullosa, y se pone celosa cuando Takeru utiliza otras armas.
Haunted (ホーンテッド Hōnteddo?)
Seiyū: Kōji Yusa
Un peligroso usuario de magia proveniente de Valhalla y Ex sacerdote Católico que trabajaba con Mari, hasta que la había enmarcado para el asesinato y luego borra su memoria. Él es un mago que puede controlar espíritus muertos, realizar conjuros y realizar alquimia, pero su historia personal es totalmente desconocido. Ama la desesperación de los demás y su razón de vivir es para provocar a otros a sentir la desesperación.
Nagaru Hoshijiro (星白 流 Hoshijiro Nagaru?)
Seiyū: Natsumi Yamada
La Presidenta del Consejo Estudiantil de la Academia AntiMágica. Tiene 17 años de edad. Ella es muy pequeña para su edad. Ella es alegre y siempre lleva una expresión sonriente
Kiseki Kusanagi (草薙 キセキ Kusanagi Kiseki?)
Seiyū: Chika Anzai
Hermana menor de Takeru Kusanagi. Ella es muy fuerte y posee el cuerpo de un demonio. También parece tener un "Complejo de Hermano", manifestándose cuando se pone celosa debido a que otras chicas en el pelotón tratan de ganarse el afecto de su hermano.

## Medios de Comunicación

### Novela Ligera
El primer volumen de la novela ligera fue publicada por Fujimi Shobo por la imprenta Fujimi Fantasia Bunko el 25 de mayo de 2012. Un total de 13 volúmenes y un spin-off fueron publicados, con el último volumen siendo publicado el 20 de julio de 2016.

#### Lista de volúmenes
| Núm.      | Título             | Fecha de publicación     | ISBN                   |
| --------- | ------------------ | ------------------------ | ---------------------- |
| 1         | 英雄召喚           | 25 de mayo de 2012       | ISBN 978-4-04-071082-2 |
| 2         | 魔女争奪戦         | 25 de septiembre de 2012 | ISBN 978-4-04-071079-2 |
| 3         | 錬金術師二人       | 25 de enero de 2013      | ISBN 978-4-04-071080-8 |
| 4         | 愚者達の学園祭     | 18 de mayo de 2013       | ISBN 978-4-04-071033-4 |
| 5         | 百鬼の王           | 25 de agosto de 2013     | ISBN 978-4-04-071083-9 |
| 6         | 瑠璃色の再契約     | 20 de diciembre de 2013  | ISBN 978-4-04-712979-5 |
| 7         | 逆襲の紅蓮         | 19 de abril de 2014      | ISBN 978-4-04-070097-7 |
| 8         | 白銀争乱           | 20 de agosto de 2014     | ISBN 978-4-04-070138-7 |
| 9         | 異端同盟           | 20 de diciembre de 2014  | ISBN 978-4-04-070429-6 |
| 10        | 魔女狩り戦争（上） | 18 de abril de 2015      | ISBN 978-4-04-070551-4 |
| 11        | 魔女狩り戦争（下） | 20 de agosto de 2015     | ISBN 978-4-04-070550-7 |
| Tanhenshū | Another Mission    | 20 de noviembre de 2015  | ISBN 978-4-04-070769-3 |
| 12        | 黄昏の呼び声       | 19 de marzo de 2016      | ISBN 978-4-04-070865-2 |
| 13        | 暁の約束           | 20 de julio de 2016      | ISBN 978-4-04-072000-5 |

### Manga

#### Versión de Fujimi Shobō
Una adaptación a manga, ilustrada por Sutarō Hanao, inició su serializacion el 9 de noviembre de 2012 hasta el 9 de mayo de 2014 en la revista Dragon Age de Fujimi Shobō. Fueron publicados 3 volúmenes tankōbon.

##### Volúmenes
| Núm. | Fecha de publicación   | ISBN                   |
| ---- | ---------------------- | ---------------------- |
| 1    | 7 de junio de 2013     | ISBN 978-4-0471-2877-4 |
| 2    | 6 de diciembre de 2013 | ISBN 978-4-0471-2965-8 |
| 3    | 9 de junio de 2014     | ISBN 978-4-0407-0186-8 |

#### Versión de Media Factory
Una segunda adaptación manga realizada por Yohei Yasumura fue serializada en la revista de Media Factory, de demografía seinen, Monthly Comic Alive desde diciembre de 2014 hasta diciembre de 2015, y fue recopilada en dos volúmenes tankōbon

##### Volúmenes
| Núm. | Fecha de publicación    | ISBN                   |
| ---- | ----------------------- | ---------------------- |
| 1    | 23 de agosto de 2015    | ISBN 978-4-0406-7575-6 |
| 2    | 22 de diciembre de 2015 | ISBN 978-4-0406-7858-0 |

### Anime
Una adaptación a anime de 12 episodios producida por Silver Link se emitió entre el 7 de octubre y el 23 de diciembre de 2015.
, El Opening del anime es Embrace Blade por Afilia Saga mientras que el Ending se titula Calling my Twilight por Kanako Itō

#### Lista de episodios
| Núm. | Título                                                                                       | Fecha de Emisión        |
| ---- | -------------------------------------------------------------------------------------------- | ----------------------- |
| 1    | "Muevanse! Escuadrón de Jóvenes!" "Shutsugeki! Zako Shōtai!" (出撃！雑魚小隊！)              | 7 de octubre de 2015    |
| 2    | "Invocar al Heroe" "Eiyū Shōkan" (英雄召喚)                                                  | 14 de octubre de 2015   |
| 3    | "Una bruja se une" "Majo Nyūtai" (魔女入隊)                                                  | 21 de octubre de 2015   |
| 4    | "El necromante se ríe" "Shiryōjutsushi wa Warau" (死霊術師は笑う)                            | 28 de octubre de 2015   |
| 5    | "El festival de la Cacería de brujas" "Majokari-sai" (魔女狩り祭)                            | 4 de noviembre de 2015  |
| 6    | "Incluso los conejos tienen colmillos" "Usagi ni Datte Kiba wa Aru" (うさぎにだって牙はある) | 11 de noviembre de 2015 |
| 7    | "Traidor" "Uragirimono" (裏切者)                                                             | 18 de noviembre de 2015 |
| 8    | "Dos alquimistas" "Renkinjutsushi Futari" (錬金術師二人)                                     | 25 de noviembre de 2015 |
| 9    | "35° Pelotón Borracho" "Dai 35 yoidore shōtai" (第35酔いどれ小隊)                            | 2 de diciembre de 2015  |
| 9.5  | "Loco Horario de Verano" "Kureijī Samā Taimu" (クレイジーサマータイム)                       | 2 de diciembre de 2015  |
| 10   | "Kiseki Kusanagi" "Kusanagi kiseki" (草薙キセキ)                                             | 9 de diciembre de 2015  |
| 11   | "Takeru Kusanagi" "Kusanagi Takeru" (草薙タケル)                                             | 16 de diciembre de 2015 |
| 12   | "Deseo Supremo" "Kagirinaki negai" (限りなき願い)                                            | 23 de diciembre de 2015 |